# اصول کنفدراسیون
اصول کنفدراسیون (انگلیسی: Articles of Confederation) سندی بود که توسط سیزده مستعمره اولی که ایالات متحدهٔ آمریکا را به عنوان کنفدراسیونی از ایالات دارای اقتدار ملی تشکیل دادند امضا شد و اولین قانون اساسی آن بود. تهیهٔ آن از سال ۱۷۷۶ شروع شد و تا اوایل سال ۱۷۸۱ همهٔ ایالات آن را به تصویب رساندند. ضعف دولت مرکزی در این قانون اساسی مایهٔ نگرانی ملی گرایان شاخص شد. در ۴ مارس ۱۷۸۹ دولت مرکزی تحت این اصول، با دولت فدرال تحت قانون اساسی ایالات متحده جایگزین شد. قانون اساسی جدید دولت فدرال قدرتمندتری به همراه آورد که یک مسئول اجرایی ارشد (رئیس‌جمهور)، دادگاه‌ها و قدرت‌های مالیات‌گیری داشت.

## نگارخانه

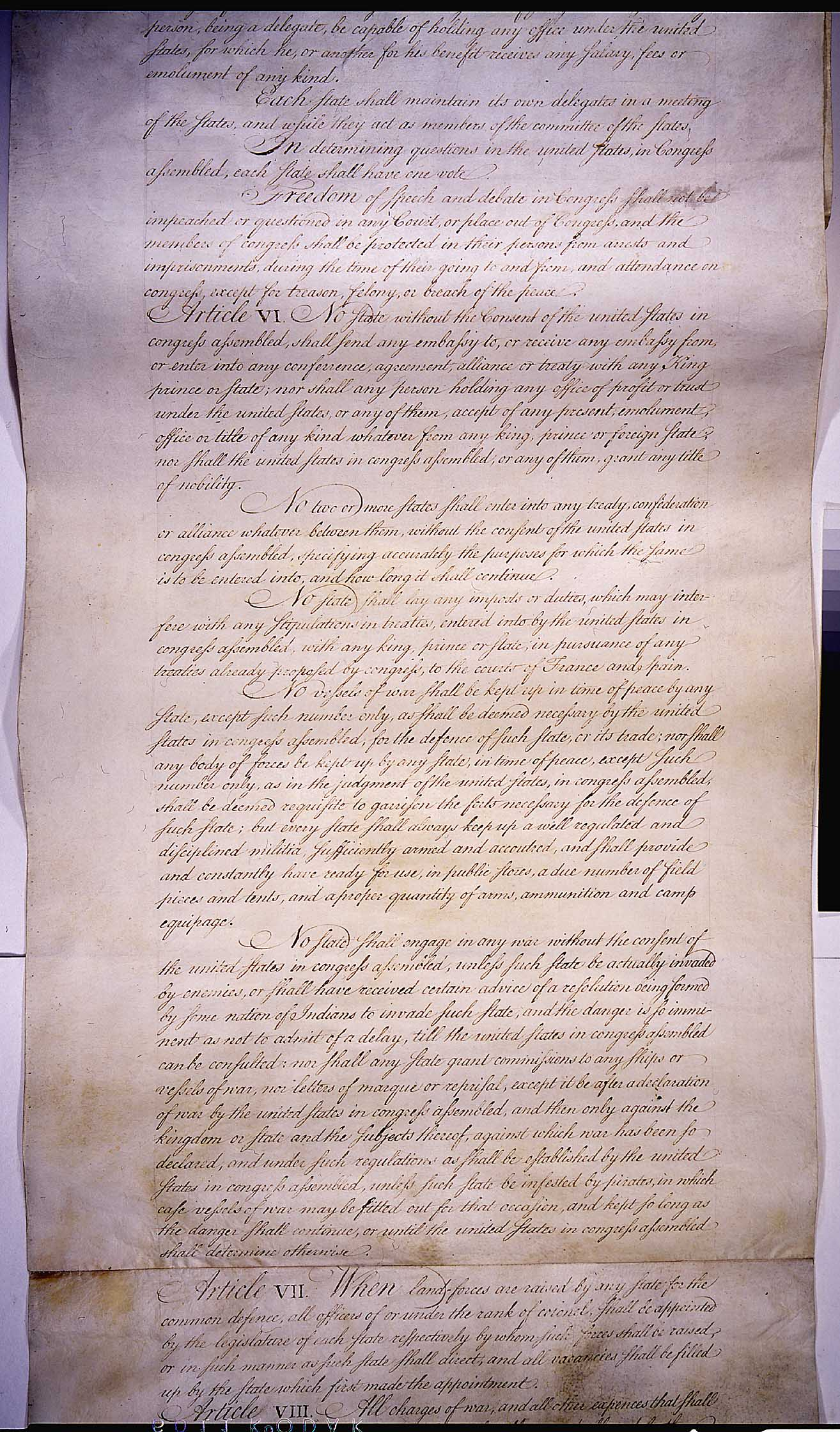
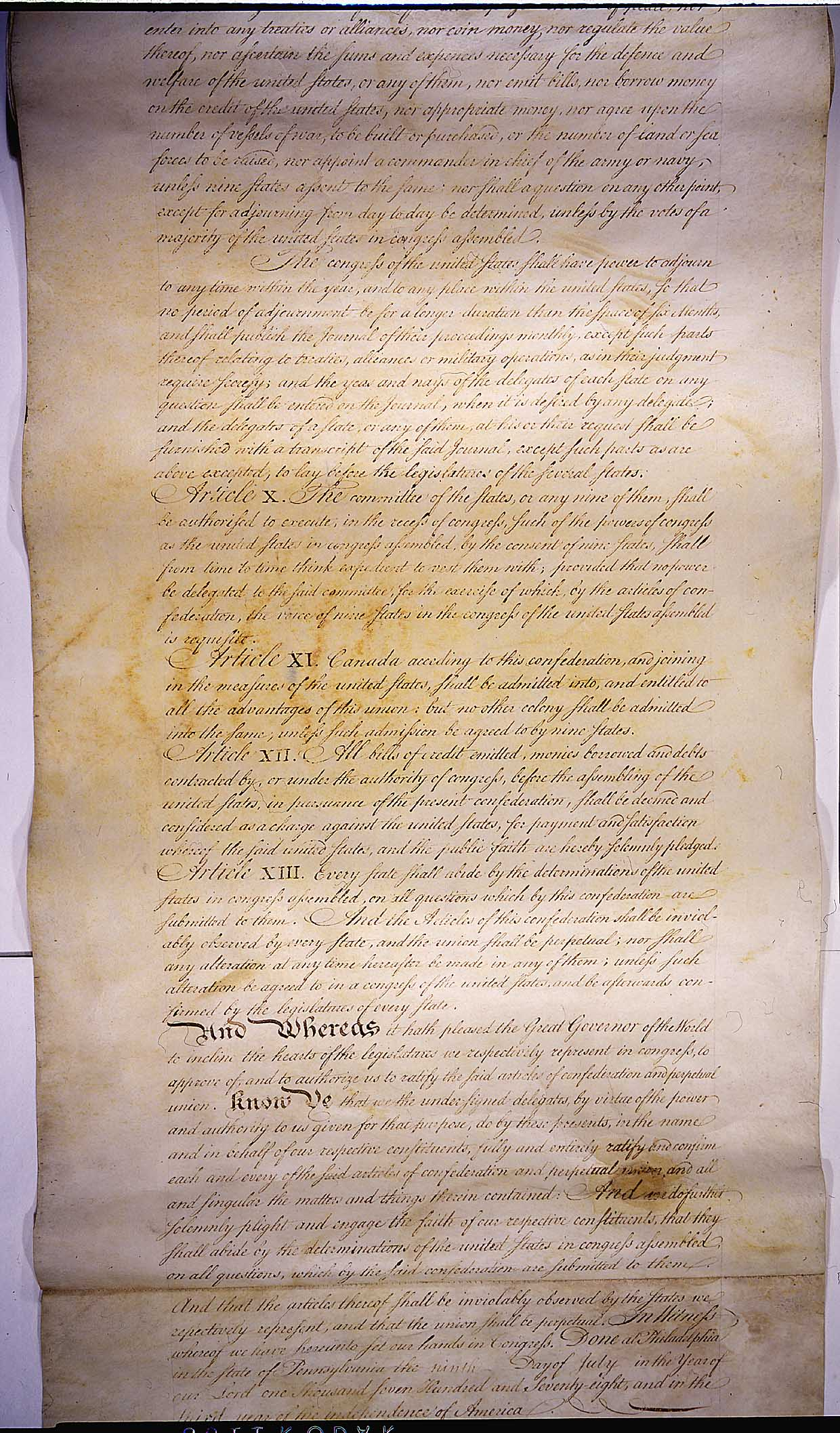
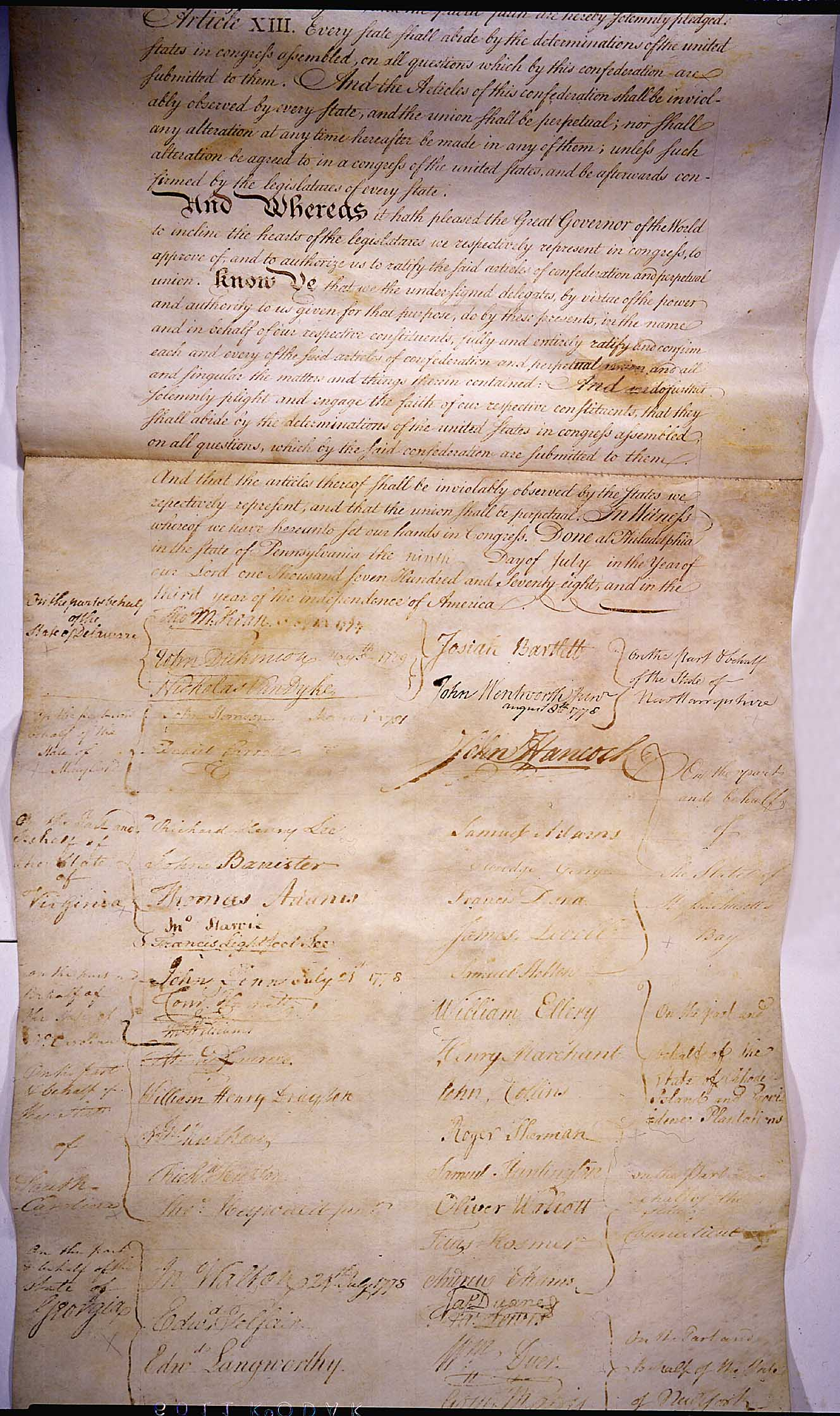
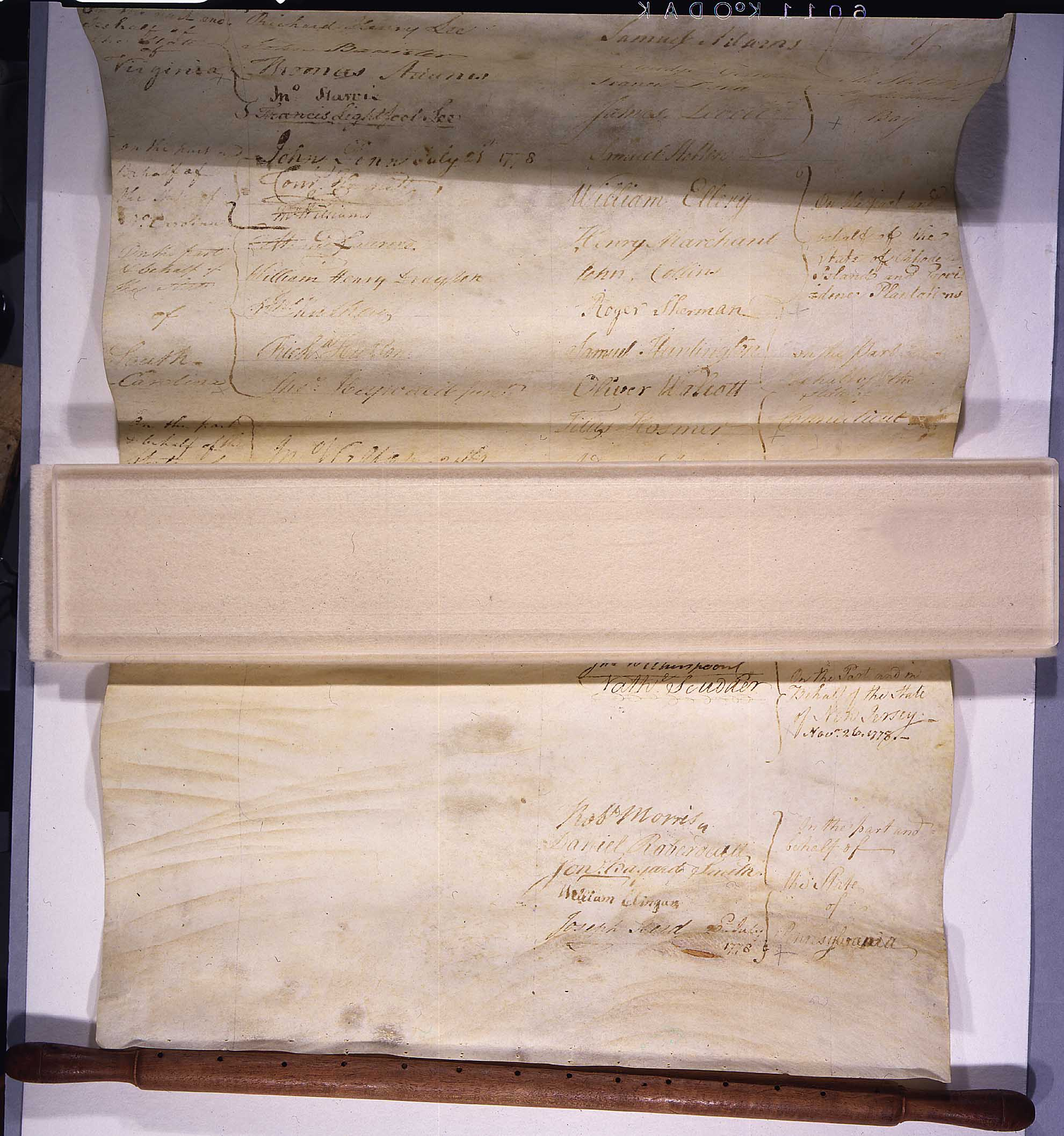